# 青木茂 (豊橋市長)
青木 茂（あおき しげる、1910年〈明治43年〉5月23日 - 2003年〈平成15年〉2月22日）は、日本の政治家。愛知県豊橋市長（2期）。豊橋市名誉市民。位階は正五位。

## 来歴
台湾台北市生まれ。台北高等学校を経て、1933年（昭和8年）台北帝国大学を卒業。台湾総督府に入り台北州産業部長などを務めた。終戦後、参議院事務局警務部長などを務めた。1949年（昭和24年）地域開発の論文を出身地の岐阜県庁へ提出。その後、共栄製パン専務、日本生物科学研究所大宮工場総務部長などを歴任。
1958年（昭和33年）岐阜県知事選挙に立候補したが落選。1960年（昭和35年）6月28日に行われた豊橋市長選挙で河合陸郎が初当選。同年7月16日、河合に招かれ助役に就任した。4期14年強、豊橋市役所において助役を務めた。
1975年（昭和50年）3月26日、河合陸郎が豊橋市長を辞職。河合の辞職に伴い4月27日に行われた市長選挙に立候補して初当選。同日、市長に就任した。1979年（昭和54年）無投票により再選。任期中、豊橋市地下資源館や各校区の市民館の建設、三河港の整備などを行った。
1983年（昭和58年）の市長選挙に、恐竜の全身骨格を展示する自然史博物館（現在は豊橋総合動植物公園の一角にある）建設を訴えて3選を目指して立候補。同博物館建設反対を訴える元自民党県議の高橋アキラ、日本共産党公認の新人を相手に戦うも次点で落選。

## 三河港の整備
助役就任直後の1960年より、河合市長の命により停滞していた三河港の開発計画策定を主導。策定された計画は「青木構想」と呼ばれ、これを中心に中央省庁や関係財界の取りまとめが進み1972年の「マスタープラン構想」が策定され、1972年5月の豊橋港開港が結実した。三河港の整備はその後も進み青木の豊橋市長在任中である1981年にはトヨタ自動車、1983年にはスズキの輸出が開始されるなど、日本有数の一大港湾として発展した。

## 豊橋技科大誘致
1970年、「青木アドバルーン」と呼ばれる開発計画の一環として、豊橋青年会議所が誘致運動を進めていた技術科学大学の創立計画の策定に着手。全国で2か所の候補地のうち田中角栄首相の地盤である長岡が有力視されるなか、残り1枠の誘致を獲得し、1976年に豊橋技科大が創立された。

## 栄典
- 地方自治の育成と発展への功により1988年、豊橋市名誉市民に推挙された[10]。
- 死没日付をもって叙正五位[11]

## 同姓同名の政治家
豊橋市出身で豊橋市の旧制中学校を出た東京帝国大学卒の政治家に元サラリーマン新党代表で元参議院議員の青木茂（1922年10月29日 - 2016年1月27日）がいるが別人である。

## 著書
- 『未来への視角』1970年。
- 『続未来への視角』1974年。
- 『地方行政への視角』1984年。
- 『私の視角』1991年。